# پل یانگ
پل یانگ (به انگلیسی: Paul Young) (زاده ۱۷ ژانویه ۱۹۵۶) خواننده انگلیسی است.